# Lilla Djupasjön (Östra Frölunda socken, Västergötland)
Lilla Djupasjön är en sjö i Svenljunga kommun i Västergötland och ingår i Ätrans huvudavrinningsområde.